# Османи, Тефик
Тефик Османи (алб. Tefik Osmani; 8 июня 1985, Корча) — албанский футболист, защитник. Выступал за сборную Албании.

## Биография

### Клубная карьера
Выступал за албанские клубы: «Скендербеу», «Бюлис», «Томори» и «Эльбасани». Летом 2005 года перешёл в запорожский «Металлург», клуб заплатил за него примерно 450 тысяч евро. Османи был не единственным албанцем в «Металлурге», вместе с ним в то время играл Бледи Шкемби. В Высшей лиги Украины дебютировал 13 июля 2005 года в матче против киевского «Динамо» (1:1). В июле 2006 года покинул клуб в статусе свободного агента. После играл в Албании за «Эльбасани» и «Партизани». Летом 2008 года перешёл в столичный клуб «Тирана».

### Карьера в сборной
Выступал за юношеские сборные Албании до 17, до 19 лет и молодёжную сборную до 21 года. В главной сборной дебютировал 29 мая 2005 года в товарищеском матче против Польши (1:0).

## Достижения
- Чемпион Албании (2): 2014/15, 2015/16